# 7720 Лепот
7720 Лепот (7720 Lepaute) — астероїд головного поясу, відкритий 26 вересня 1960 року.
Тіссеранів параметр щодо Юпітера — 3,162.